# Сіккен
Шікке́н (яп. 執権, しっけん, «той, хто тримає владу») — відповідальний за управління країною радник шьоґуна у Камакурському шьоґунаті, в Японії 13 — 14 століття. Найвища посада в шьоґунаті після шьоґуна. Інколи перекладається як «шьоґунський регент».

## Короткі відомості
Посада шіккена вперше була встановлена у 1191 році шьоґуном Мінамото но Йорітомо. На неї було призначено Ое но Хіромото, який очолював відомство управління мандокоро. У 1203 році, за керування 3-го шьоґуна Мінамото но Санетомо, співголовою цього відомства став Ходжьо Токімаса, який із посиленням свого впливу у сьоґунаті став називати себе сіккеном. Його син, Ходжьо Йошітокі, успадкував посаду батька. У 1213 році він знищив Ваду Йошіморі, голову самурайського відомства самурайдокоро, і об'єднав у своїх руках посади обох відомств. Йошітокі перетворився на фактичного правителя країни, перебравши на себе владні повноваження шьоґуна, але не ліквідовуючи посаду останнього.
До 1333 року голови роду Ходжьо успадковували титул і посаду шіккена, й одноосібно керували шьоґунатом за допомоги створених ними інститутів: контрасигнатів (連署, реншьо), радників (評定衆, хьоджьо-шю) та судових інспекторів (引付衆, хікіцуке-шю).
Часи правління Ходжьо називають правлінням шіккенів (執権政治) або диктатурою Ходжьо (北条氏独裁体制).

## Шіккени
| №  | Ім'я українською | Ім'я японською | Роки життя | Обіймання посади |
| -- | ---------------- | -------------- | ---------- | ---------------- |
| 1  | Ходжьо Токісама  | 北条時政       | 1138—1215  | 1203—1205        |
| 2  | Ходжьо Йошітокі  | 北条義時       | 1163—1224  | 1205—1224        |
| 3  | Ходжьо Ясутокі   | 北条泰時       | 1183—1242  | 1224—1242        |
| 4  | Ходжьо Цунетокі  | 北条経時       | 1224—1246  | 1242—1246        |
| 5  | Ходжьо Токійорі  | 北条時頼       | 1227—1263  | 1246—1256        |
| 6  | Ходжьо Наґатокі  | 北条長時       | 1229—1264  | 1256—1264        |
| 7  | Ходжьо Масамура  | 北条政村       | 1205—1273  | 1264—1268        |
| 8  | Ходжьо Токімуне  | 北条時宗       | 1251—1284  | 1268—1284        |
| 9  | Ходжьо Садатокі  | 北条貞時       | 1271—1311  | 1284—1301        |
| 10 | Ходжьо Моротокі  | 北条師時       | 1275—1311  | 1301—1311        |
| 11 | Ходжьо Муненобу  | 北条宗宣       | 1259—1312  | 1311—1312        |
| 12 | Ходжьо Хіротокі  | 北条煕時       | 1279—1315  | 1312—1315        |
| 13 | Ходжьо Мототокі  | 北条基時       | 1286—1333  | 1315—1316        |
| 14 | Ходжьо Такатокі  | 北条高時       | 1303—1333  | 1316—1326        |
| 15 | Ходжьо Садаакі   | 北条貞顕       | 1278—1333  | 1326             |
| 16 | Ходжьо Морітокі  | 北条守時       | 1295～1333 | 1327—1333        |